# Araeophalla barbertonensis
Araeophalla barbertonensis är en fjärilsart som beskrevs av Antonius Johannes Theodorus Janse 1960. Araeophalla barbertonensis ingår i släktet Araeophalla och familjen stävmalar. Inga underarter finns listade i Catalogue of Life.